# Lac Endla
Le lac Endla (en estonien : Endla järv) est un lac dans le comté de Jõgeva en Estonie.

## Géographie
Le lac Endla est un lac du village de Kärde, il s'étend sur 284,9 hectares et ses îles couvrent 45,6 hectares. 
Il a une longueur de 2,84 km. 
Sa profondeur moyenne est de 1.1 mètres et sa profondeur maximale de 2,7 mètres.
La longueur de son rivage est de 30,42 kilomètres.
Il est situé à environ 75 mètres d'altitude
La plupart des rives du lac sont boueuses, tourbeuses et difficiles d'accès, seule la rive nord-est présente une rive plus ferme. Une péninsule s'étendant dans le lac.

## Galerie

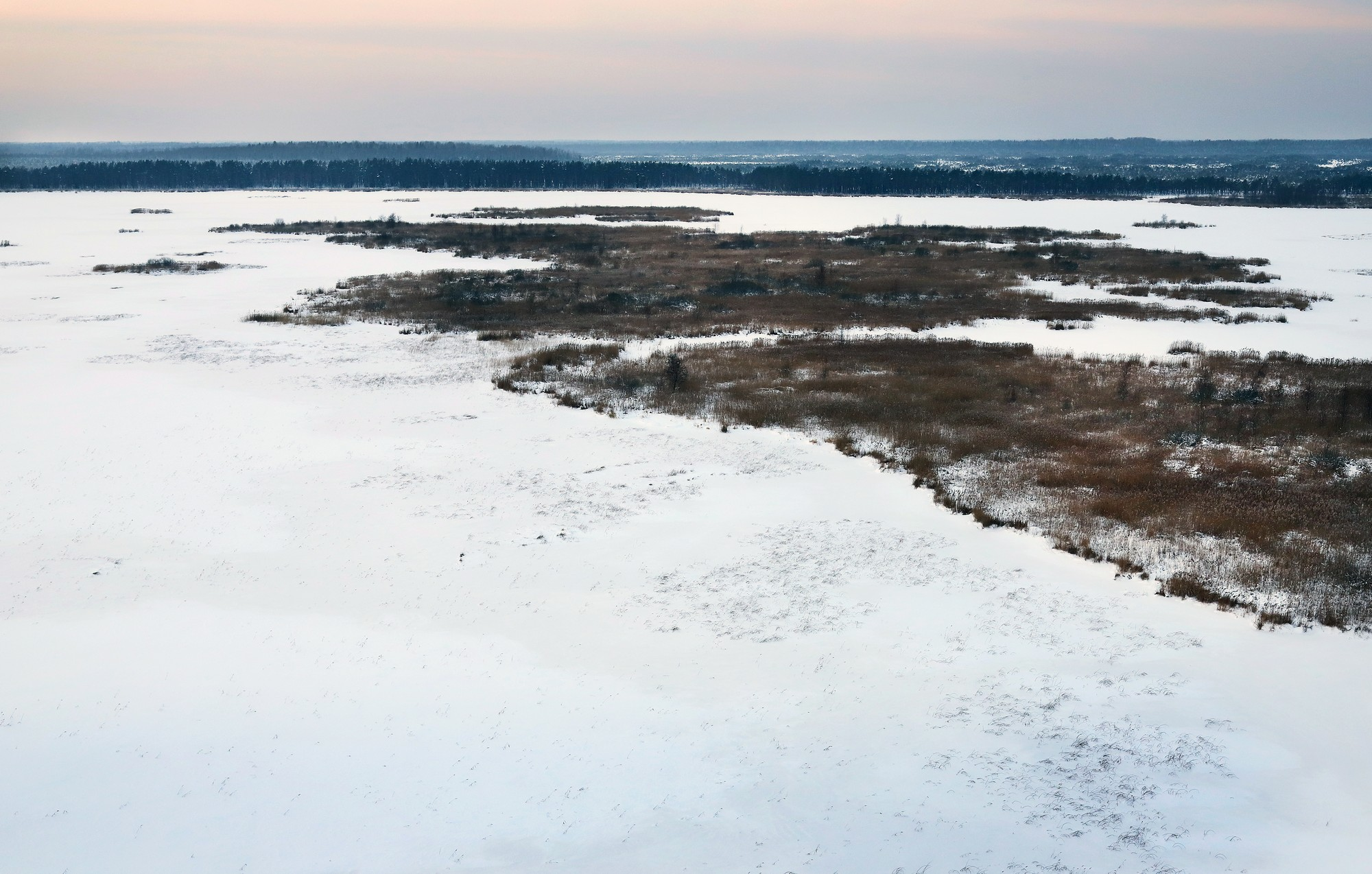
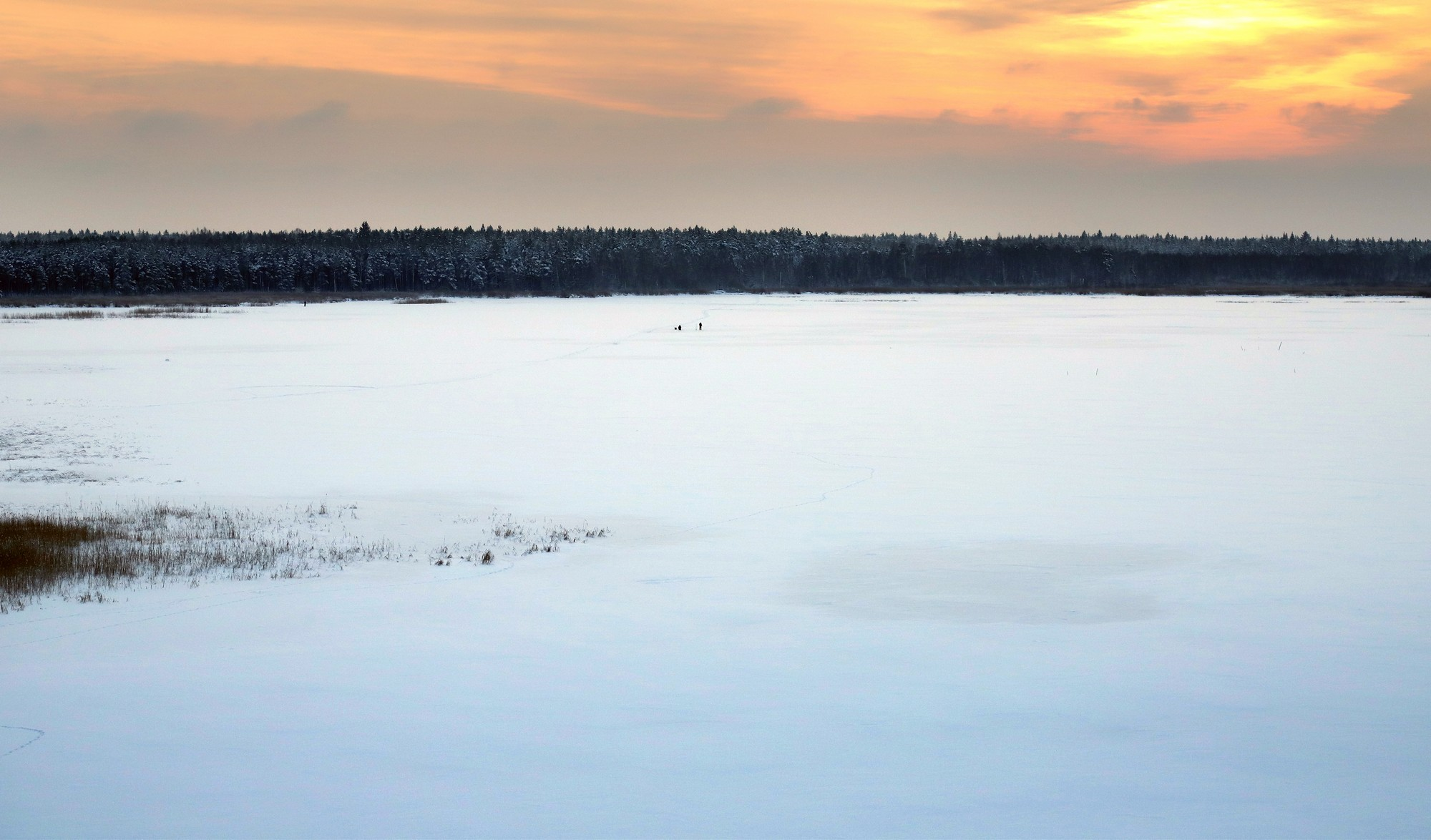